# Последний страж
«Последний страж» (англ. Last Sentinel) — фантастический боевик 2007 года, главные роли в котором исполнили Дон Уилсон и Кэти Сакхофф.

## Сюжет
У них нет эмоций. Нет страха. Нет боли. Дроны — они были прекрасными солдатами, которых создали сами люди, чтобы защитить цивилизацию — пока не стали врагами. Таллис, боец элитного спецотряда, берется за уничтожение вышедших из-под контроля машин. Таллис вынужден будет учиться бороться и думать как машина для последнего сражения, во имя спасения человеческого рода.

## В ролях
| Актёр         | Роль             |
| ------------- | ---------------- |
| Дон Уилсон    | Тэллис           |
| Кэти Сакхофф  | Девушка          |
| Букем Вудбайн | Анхилл           |
| Джо Хесс      | Оператор         |
| Кит Дэвид     | полковник Нортон |
| Стивен Бауэр  |                  |